# Muzeul Operei Naționale București
Muzeul Operei Naționale București este un muzeu național din București, amplasat în B-dul Mihail Kogălniceanu nr. 70 - 72, sector 2.
Colecția cuprinde fotografii, programe, afișe, costume de scenă, scrisori, busturi ale marilor muzicieni și artiști de spectacole de operă. Expoziția permanentă este amenajată la etajul al II-lea al Operei Naționale București.